# Gliederzug (Schiene)

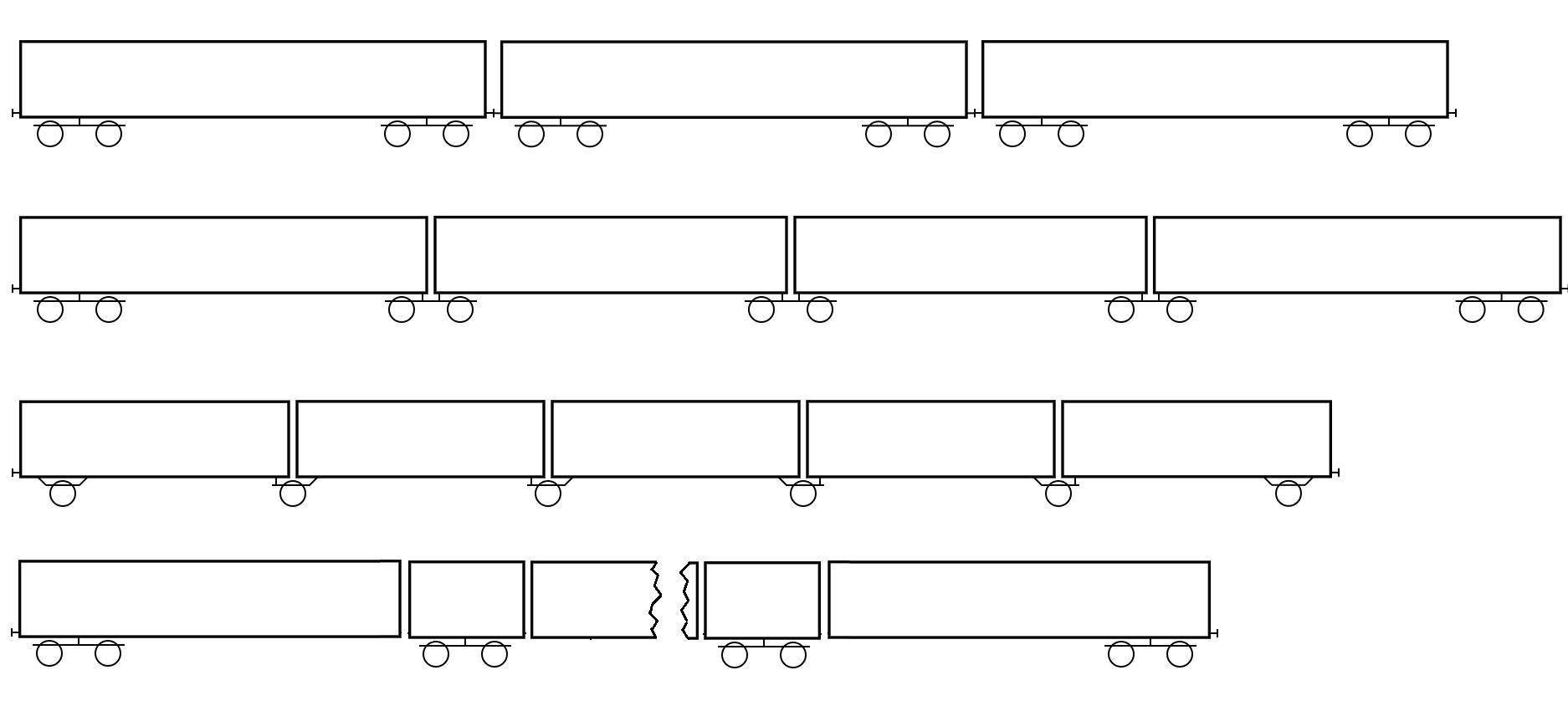
Oben: Konventioneller Zug
Obere Mitte: Gliederzug mit Jakobs-Drehgestellen
Untere Mitte: Gliederzug System Talgo
Unten: Doppelstock-Gliederzug DR

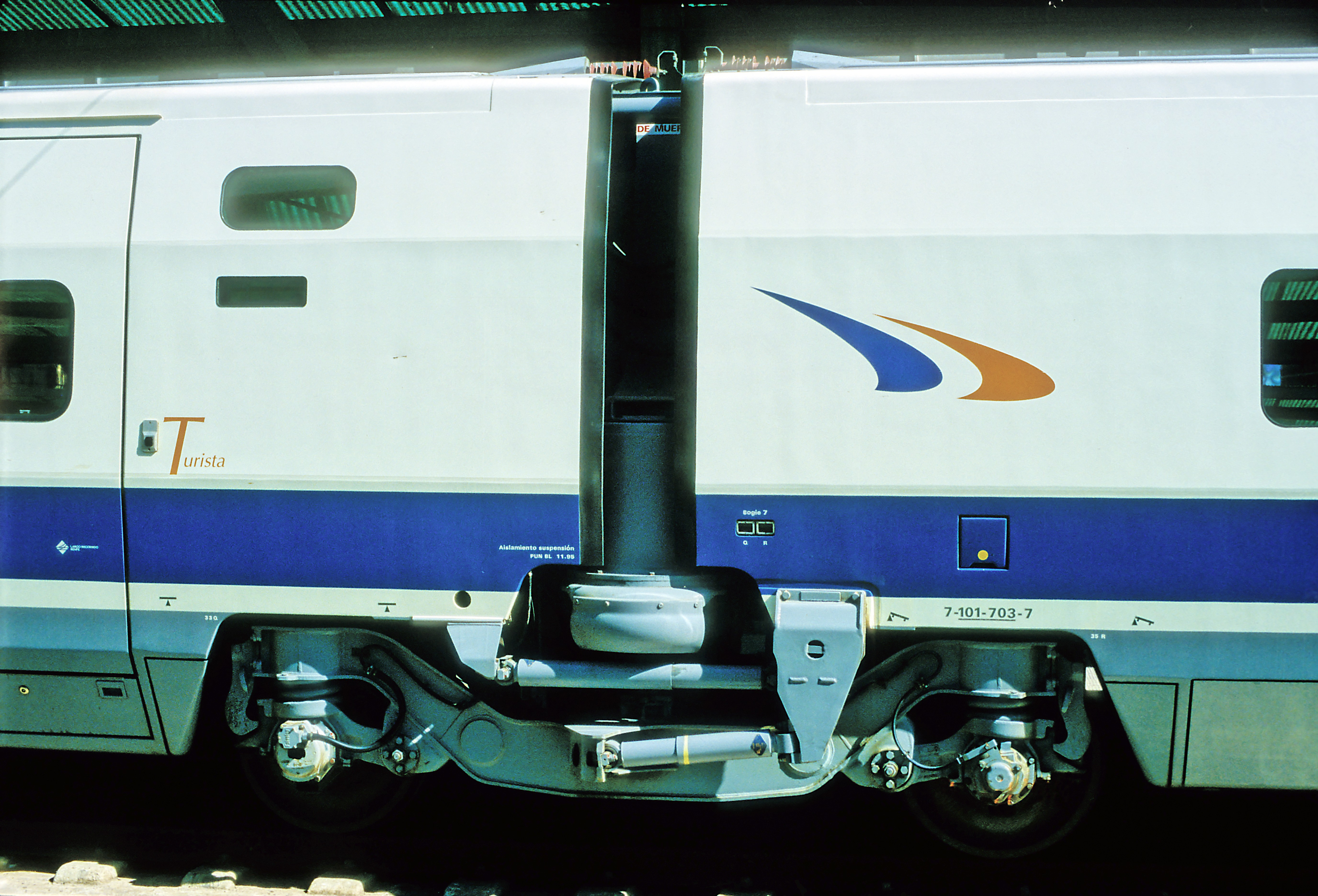
Wagen der Renfe-Reihe 101, die mit Jakobs-Drehgestellen miteinander verbunden sind

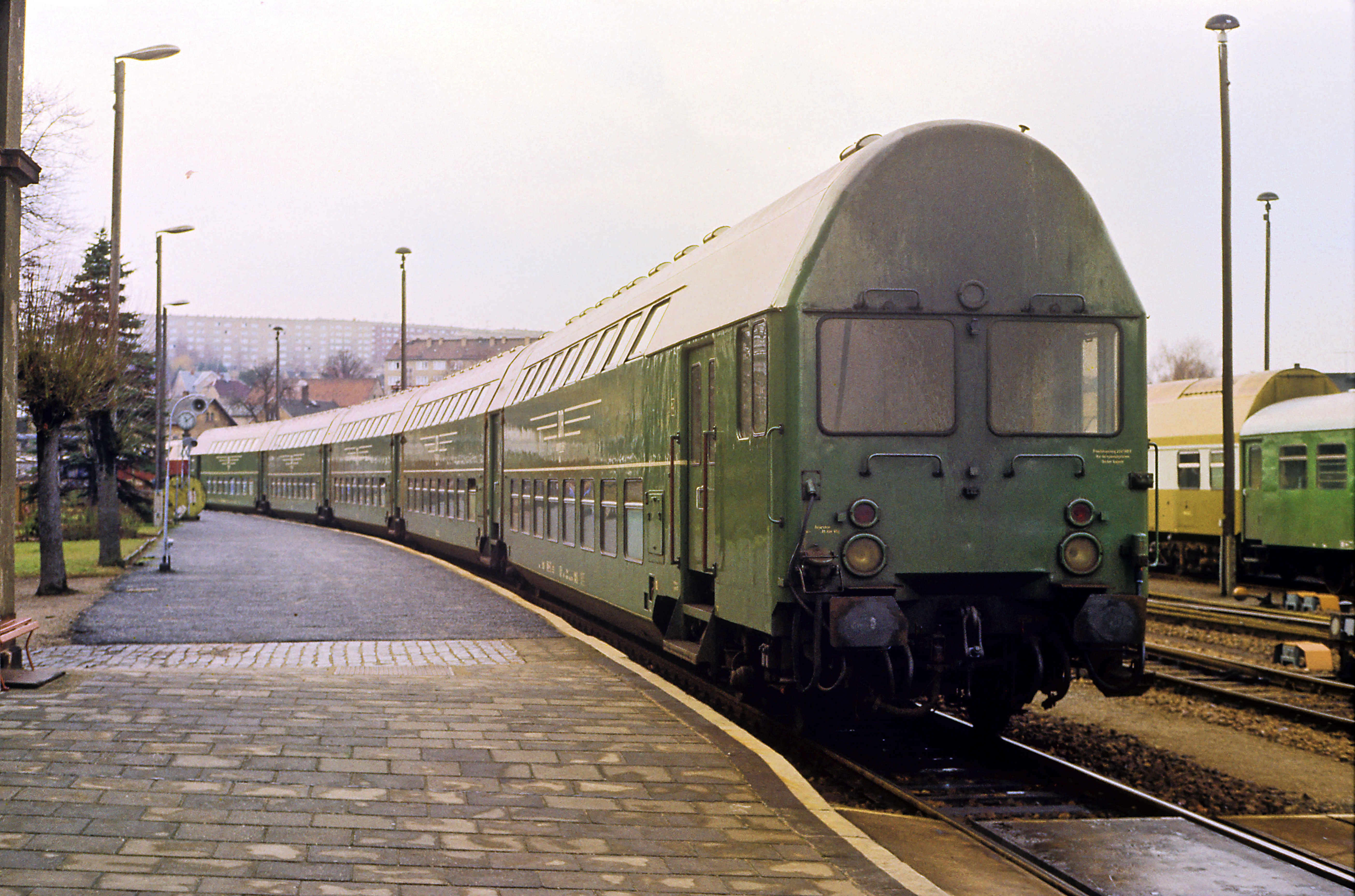
Doppelstockgliederzug der Deutschen Reichsbahn (DR), Bauart 1971

Ein Gliederzug ist ein Zug, dessen Wagen sich auf gemeinsame Laufwerke abstützen. Sie können im normalen Eisenbahnbetrieb nicht voneinander getrennt werden und finden heute im Personenverkehr sowohl im Hochgeschwindigkeitsverkehr wie im Nahverkehr Verwendung. Gegenüber Zügen aus konventionellen Reisezugwagen haben Gliederzüge ein geringeres Leergewicht, da für die gleiche Zuglänge weniger Laufwerke benötigt werden. Die meisten Gliederzüge sind mit Jakobs-Drehgestellen ausgeführt, welche zugleich die Wagenkästen miteinander verbinden. Gliederzüge können sowohl als Gliedertriebzüge mit Antrieb in einem oder mehreren Zugteilen wie auch als reine Wagenzüge ausgeführt werden. Bei Zügen, welche kurze Wagenkästen verwenden, können diese gegenüber herkömmlichen Reisezugwagen breiter gebaut werden, so dass das Lichtraumprofil besser ausgenutzt wird. Nachteilig sind die im Vergleich zu konventionellen Zügen höheren Achslasten und die eingeschränkten Möglichkeit, den Zug an das Verkehrsaufkommen anzupassen. Im Schienengüterverkehr wird das Prinzip bei zweiteiligen Flachwagen und mehrteiligen Doppelstock-Containertragwagen angewendet.

## Geschichte
Die ersten Gliederzüge wurden in den 1930er Jahren gebaut. Frühe Beispiele waren in Deutschland die Doppelstock-Stromlinien-Wendezüge der Lübeck-Büchener Eisenbahn (LBE) oder der Fliegende Hamburger, in Amerika der von Goodyear gebaute Comet der New York, New Haven and Hartford Railroad. In den 1940er Jahren wurde in Spanien die Gliederzüge der Bauart Talgo entwickelt. Bei diesem System weisen die Zwischenwagen an einem Ende einen Losradsatz auf, während sich das andere Ende auf dessen Nachbarwagen abstützt.
Nach dem Zweiten Weltkrieg folgten die Doppelstockeinheiten vom Waggonbau Görlitz. Geliefert wurden sie an die Deutsche Reichsbahn sowie die tschechoslowakische und polnische Staatsbahn. Auch Bulgarien und Rumänien wurden beliefert, in die Sowjetunion gelangte nur ein Prototyp. Sie folgten in ihrem Grundkonzept dem der Doppelstockwendezüge der LBE. Zur Einhaltung der Achsfahrmasse auch auf Strecken mit leichtem Oberbau erhielten diese Einheiten jedoch dreiachsige Jakobsdrehgestelle. Ursprünglich vierteilig, wurden später einige zweiteilige Einheiten gefertigt. Von 1952 bis 1957 waren bereits 91 vierteilige Doppelstockeinheiten bei der DR in Betrieb genommen worden.
Spätere Nachlieferungen erfolgten nur noch vierteilig, ab 1971 auch mit Steuerabteil zur Verwendung der Einheiten als Wendezüge. Einige Garnituren der Baujahre 1952 bis 1957 wurden mit Führerständen nachgerüstet. Wendezugfähige Einheiten wurden allerdings nur bei der DR eingesetzt. Die Lieferungen ab 1961 sind an der Leichtbaukonstruktion der Wagenkästen mit inneren Aussteifungen, die auch die Sitze tragen und damit am Sitzteiler 2+2 zu erkennen. Die Deutsche Reichsbahn bezeichnete die Einheiten mit DB13, ab 1970 DBv und DB7, ab 1970 DBz, zuletzt DBx, als Doppelstockzüge.
1958 erschienen die ersten fünfteiligen DGB12, ab 1970 DGBe für die Mittel- und DGBse für die Endwagen, mit Regeldrehgestellen unter den Zwischenwagen DGZ. Sie waren für den Fernverkehr vorgesehen und wurden vom Hersteller und dann auch vom Betreiber als Doppelstockgliederzüge bezeichnet. Bei diesen Einheiten liefen die Endwagen am Betriebskuppelende auf zweiachsigen Drehgestellen, zwischen den Wagenkästen waren kurze, separate Zwischenwagen eingefügt, die lediglich den Einstiegsraum beinhalteten und auf einem Drehgestell liefen. Die Mittel- und Endwagen stützten sich auf den Zwischenwagen ab, diese wurden über Lenkerstangen in den Dachschrägen horizontal und vertikal winkelhalbierend geführt. Durch diese Konstruktion zeichneten sich die Doppelstockgliederzüge durch einen nie wieder erreichten Doppelstockanteil von 80 % der Einheitslänge und einen wank- und schlingerfreien Lauf aus. Für die Verbindung mit den ebenfalls doppelstöckigen Generator- und Büfettwagen erhielten die Endwagen der Bauart 1959 hochliegende Übergänge. Ein Nachteil des hohen Platzangebotes war die Achslast der Zwischenwagen. Trotz konsequentem Leichtbau überschritt sie bei 200 % Besetzung selbst die auf Hauptbahnen zulässigen Werte.
Die Buffet- und Generatorwagen der Gattung DGR wurden erforderlich, weil die Doppelstockgliederzugeinheiten mit nur je zwei über Flachriemen angetriebene Achsgeneratoren an den Enddrehgestellen ausgerüstet werden konnten. Durch die Lage der Einstiege über den Drehgestellen stand für seitlich mit Gelenkwellen angetriebene Generatoren kein Platz zur Verfügung. Die zur Verfügung stehende elektrische Leistung reichte damit für die volle Versorgung der elektrischen Verbraucher, insbesondere der Innenbeleuchtung, auf längere Zeit nicht. Im Fernverkehr sollten zwei Doppelstockgliederzugeinheiten mit einem dazwischen laufenden Büffett- und Generatorwagen verkehren. Im durchlaufenden Oberstock befand sich die Büffetteinrichtung, im Unterstock zwischen den Drehgestellen die erforderlichen Vorratsräume, der Raum für die Dieselgeneratoreinheit und das Zugführerabteil. Den Imbissraum gab es nur beim Prototyp, die Serienwagen wiesen nur zwei Verkaufstresen und Wirtschaftsräume auf. Ersatzweise erhielten die Endwagen im Unterstock schmale Tische, in einigen Einheiten auch Gepäckablagemöglichkeiten an Stelle der Fahrgastsitze.
In dieser Form wurden die Doppelstockgliederzüge nur in den 1960er Jahren genutzt. Mit der Lieferung der für den Fernverkehr besser geeigneten vierachsigen Reko- und Modernisierungswagen wurden sie nach 1970 aus dem langlaufenden Schnellzugdienst zurückgezogen und für Personen- und Eilzüge eingesetzt. Aufgrund von Korrosionsschäden mussten sie in den 1980er Jahren ausgemustert werden. Durch das Abstellen von nicht mehr aufarbeitungswürdigen Mittelwagen liefen in den letzten Betriebsjahren einige Einheiten auch drei- und vierteilig.
Eine weitere Bauart Doppelstockgliederzüge wurde 1970 geliefert. Sie sollten nur noch im Regionalverkehr eingesetzt werden. Damit und weil an die Achslager angeflanschte leichte Drehstromklauenpolgeneratoren verfügbar geworden waren, waren die besonderen Generator- und Büfettwagen nicht mehr erforderlich. Dadurch wurden die hochliegenden Wagenübergänge entbehrlich. Der möglichen Achslastüberschreitung begegnete man durch die Verkürzung der Mittel- und Endwagen um je ein Abteil. Die Mehrzahl der Einheiten erhielt an einem Endwagen einen Führerstand für den Wendezugbetrieb. An den führerstandsfreien Enden wurde ein UIC-Wagenübergang eingebaut.
Bei der Deutschen Bundesbahn wurden in den 1950er Jahren zwei Gliederzüge der Baureihe VT 10.5 beschafft, denen kein Erfolg beschieden war. Die Züge mit sechs Dieselmotoren pro Zug waren zu wartungsintensiv und störungsanfällig.
In Frankreich wurden die im Hochgeschwindigkeitsverkehr eingesetzten TGV als Gliederzüge ausgeführt. Ihre Wagenkästen sind kürzer und breiter im Vergleich zu normalen Reisezugwagen.

## Beispiele
Gliederzüge mit Jakobs-Drehgestellen:
- Zephyr-Züge der Chicago, Burlington and Quincy Railroad
- Doppelstock-Stromlinien-Wendezug der LBE
- TGV
- Baureihe 425
- DB-Baureihe VT 10.5
- Bombardier Talent

Gliederzüge anderer Bauarten:
- Talgo
- Integral